# Dorfschmiede (Haunsheim)

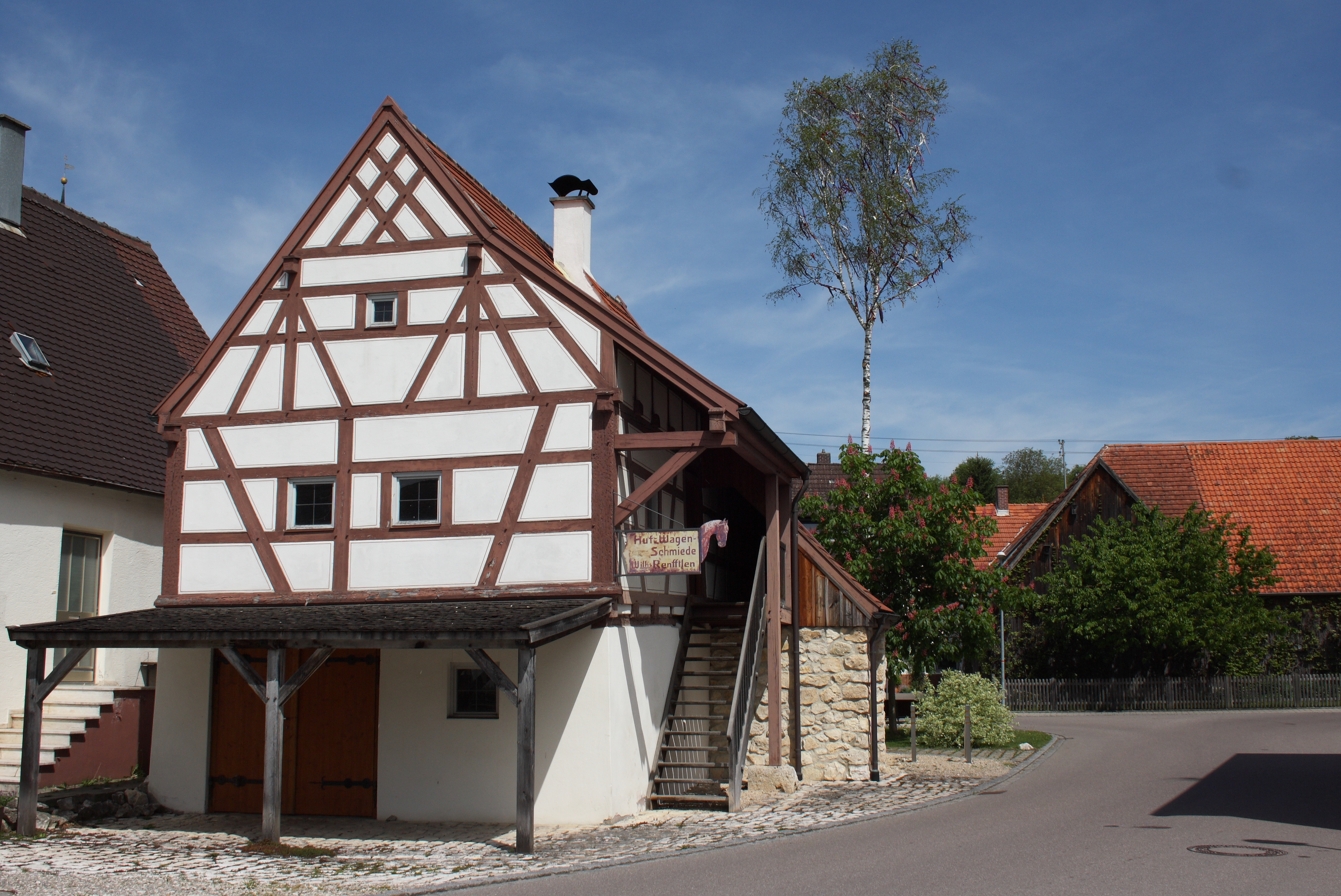
Dorfschmiede in Haunsheim

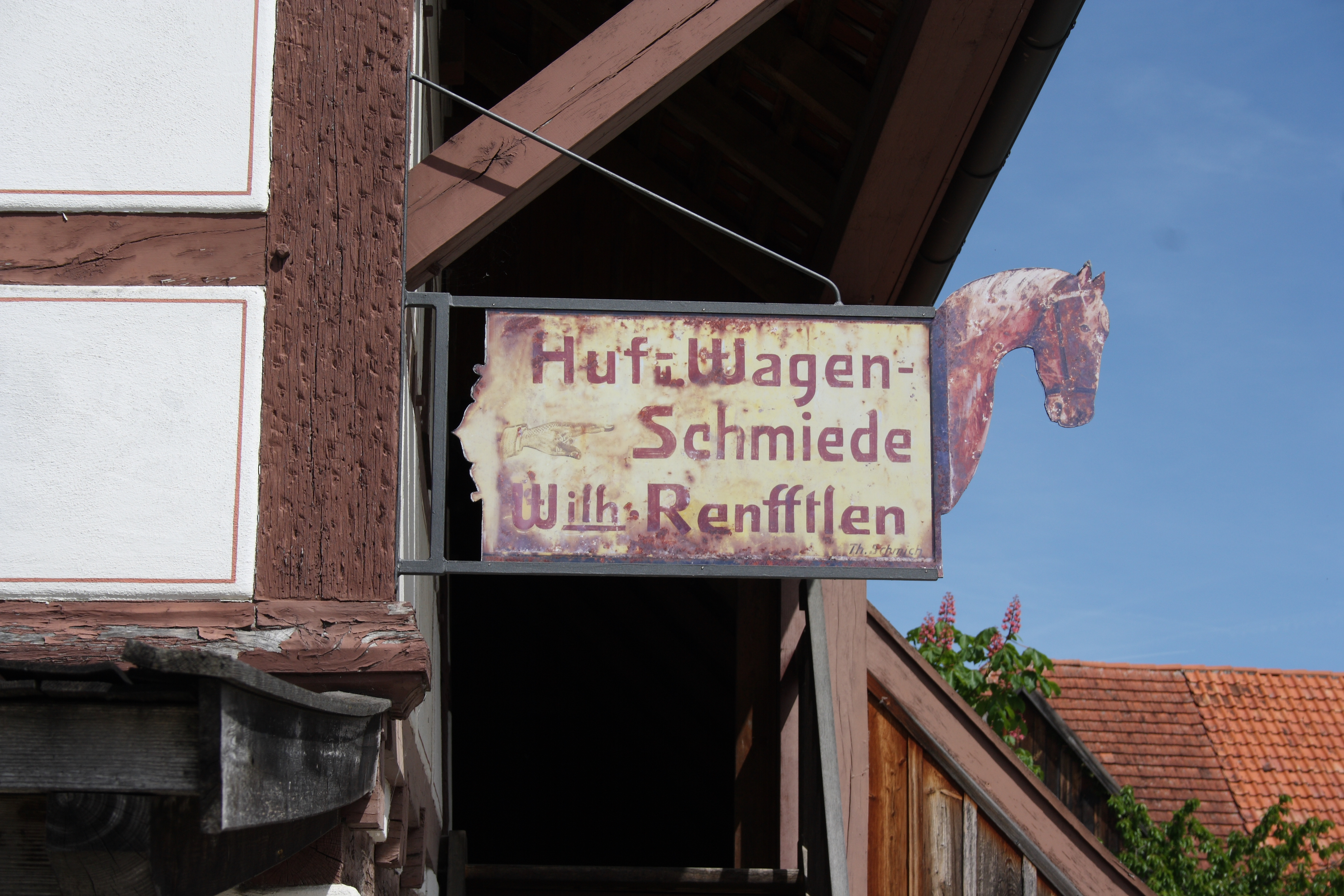
Nasenschild

Die Dorfschmiede in Haunsheim, einer Gemeinde im Landkreis Dillingen an der Donau im bayerischen Regierungsbezirk Schwaben, wurde 1605 erbaut. Die ehemalige Schmiede in der Nähe des Kirchplatzes ist ein geschütztes Baudenkmal.
Das Fachwerkhaus aus Bruchsteinmauerwerk und mit Fachwerkobergeschoss wurde 1605 erbaut und in der zweiten Hälfte des 17. Jahrhunderts erneuert. Im 19. Jahrhundert wurde das Gebäude, das von einem Schleppdach gedeckt wird, wiederum verändert. 
Auf dem Nasenschild steht: Huf- u. Wagenschmiede Wilh. Renfftlen.